# Wissadula microcarpa
Wissadula microcarpa là một loài thực vật có hoa trong họ Cẩm quỳ. Loài này được R.E. Fr. miêu tả khoa học đầu tiên năm 1908.